# Yukinari Sugawara
Yukinari Sugawara (n. 28 iunie 2000, Toyokawa, Japonia) este un fotbalist japonez.
Sugawara a debutat la echipa națională a Japoniei în anul 2020.

## Statistici
| Japonia | Japonia | Japonia |
| An      | Meciuri | Goluri  |
| ------- | ------- | ------- |
| 2020    | 1       | 0       |
| Total   | 1       | 0       |